# Montaut, Pyrénées-Atlantiques
Montaut är en kommun i departementet Pyrénées-Atlantiques i regionen Nouvelle-Aquitaine i sydvästra Frankrike. Kommunen ligger i kantonen Nay-Est som tillhör arrondissementet Pau. År 2022 hade Montaut 1 121 invånare.

## Befolkningsutveckling
Antalet invånare i kommunen Montaut
| Referens: INSEE |